# Liste der britischen Abgeordneten zum EU-Parlament (1984–1989)
Die Liste der britischen Abgeordneten zum EU-Parlament (1984–1989) listet alle britischen Mitglieder des 2. Europäischen Parlaments nach der Europawahl im Vereinigten Königreich 1984.

## Mandatsstärke der Parteien
- SOC: 33
- NI: 1
- ED: 46
- EDA: 1

| Nationale Partei                          | Mandate             | Fraktion                                                         |
| ----------------------------------------- | ------------------- | ---------------------------------------------------------------- |
| Conservative Party (Cons)                 | 45                  | Fraktion der Europäischen Demokraten (ED)                        |
| Ulster Unionist Party (UUP)               | 01 (bis 20.01.1987) | Fraktion der Europäischen Demokraten (ED)                        |
| Ulster Unionist Party (UUP)               | 01 (ab 20.01.1987)  | Fraktion der Europäischen Rechten (ER)                           |
| Labour Party                              | 32                  | Sozialistische Fraktion (SOC)                                    |
| Social Democratic and Labour Party (SDLP) | 01                  | Sozialistische Fraktion (SOC)                                    |
| Scottish National Party (SNP)             | 01                  | Fraktion der Sammlungsbewegung der Europäischen Demokraten (EDA) |
| Democratic Unionist Party (DUP)           | 01                  | Fraktionslose Abgeordnete (NI)                                   |
| Gesamt                                    | 81                  |                                                                  |

## Abgeordnete
| Bild | Name                      | von               | bis                | Partei | Fraktion | Anmerkungen                         |
| ---- | ------------------------- | ----------------- | ------------------ | ------ | -------- | ----------------------------------- |
|      | Gordon Adam               | 24. Juli 1984     | 24. Juli 1989      | Labour | SOC      |                                     |
|      | Richard Balfe             | 24. Juli 1984     | 24. Juli 1989      | Labour | SOC      |                                     |
|      | Robert Battersby          | 24. Juli 1984     | 24. Juli 1989      | Cons   | ED       |                                     |
|      | Christopher Beazley       | 24. Juli 1984     | 24. Juli 1989      | Cons   | ED       |                                     |
|      | Peter Beazley             | 24. Juli 1984     | 24. Juli 1989      | Cons   | ED       |                                     |
|      | Nicholas Bethell          | 24. Juli 1984     | 24. Juli 1989      | Cons   | ED       |                                     |
|      | John Bird                 | 5. März 1987      | 24. Juli 1989      | Labour | SOC      | Nachgerückt für Terry Pitt          |
|      | Beata Brookes             | 24. Juli 1984     | 24. Juli 1989      | Cons   | ED       |                                     |
|      | Janey Buchan              | 24. Juli 1984     | 24. Juli 1989      | Labour | SOC      |                                     |
|      | Bryan Cassidy             | 24. Juli 1984     | 24. Juli 1989      | Cons   | ED       |                                     |
|      | Barbara Castle            | 24. Juli 1984     | 24. Juli 1989      | Labour | SOC      |                                     |
|      | Fred Catherwood           | 24. Juli 1984     | 24. Juli 1989      | Cons   | ED       |                                     |
|      | Kenneth Collins           | 24. Juli 1984     | 24. Juli 1989      | Labour | SOC      |                                     |
|      | Richard Cottrell          | 24. Juli 1984     | 24. Juli 1989      | Cons   | ED       |                                     |
|      | Christine Crawley         | 24. Juli 1984     | 24. Juli 1989      | Labour | SOC      |                                     |
|      | Bob Cryer                 | 24. Juli 1984     | 24. Juli 1989      | Labour | SOC      |                                     |
|      | David Curry               | 24. Juli 1984     | 24. Juli 1989      | Cons   | ED       |                                     |
|      | Margaret Daly             | 24. Juli 1984     | 24. Juli 1989      | Cons   | ED       |                                     |
|      | John de Courcy Ling       | 24. Juli 1984     | 24. Juli 1989      | Cons   | ED       |                                     |
|      | Basil de Ferranti         | 24. Juli 1984     | 24. September 1988 | Cons   | ED       | Nachrücker: Edward Kellett-Bowman   |
|      | Charles Wellesley         | 24. Juli 1984     | 24. Juli 1989      | Cons   | ED       |                                     |
|      | Diana Elles               | 24. Juli 1984     | 24. Juli 1989      | Cons   | ED       |                                     |
|      | James Elles               | 24. Juli 1984     | 24. Juli 1989      | Cons   | ED       |                                     |
|      | Michael Elliott           | 24. Juli 1984     | 24. Juli 1989      | Labour | SOC      |                                     |
|      | Winifred Ewing            | 24. Juli 1984     | 24. Juli 1989      | SNP    | EDA      |                                     |
|      | Sheila Faith              | 24. Juli 1984     | 24. Juli 1989      | Cons   | ED       |                                     |
|      | Alex Falconer             | 24. Juli 1984     | 24. Juli 1989      | Labour | SOC      |                                     |
|      | Glyn Ford                 | 24. Juli 1984     | 24. Juli 1989      | Labour | SOC      |                                     |
|      | Win Griffiths             | 24. Juli 1984     | 24. Juli 1989      | Labour | SOC      |                                     |
|      | Michael Hindley           | 24. Juli 1984     | 24. Juli 1989      | Labour | SOC      |                                     |
|      | Geoff Hoon                | 24. Juli 1984     | 24. Juli 1989      | Labour | SOC      |                                     |
|      | Paul Howell               | 24. Juli 1984     | 24. Juli 1989      | Cons   | ED       |                                     |
|      | Les Huckfield             | 24. Juli 1984     | 24. Juli 1989      | Labour | SOC      |                                     |
|      | Stephen Hughes            | 24. Juli 1984     | 24. Juli 1989      | Labour | SOC      |                                     |
|      | John Hume                 | 24. Juli 1984     | 24. Juli 1989      | SDLP   | SOC      |                                     |
|      | Alasdair Hutton           | 24. Juli 1984     | 24. Juli 1989      | Cons   | ED       |                                     |
|      | Caroline Jackson          | 24. Juli 1984     | 24. Juli 1989      | Cons   | ED       |                                     |
|      | Christopher Jackson       | 24. Juli 1984     | 24. Juli 1989      | Cons   | ED       |                                     |
|      | Edward Kellett-Bowman     | 15. Dezember 1988 | 24. Juli 1989      | Cons   | ED       | Nachgerückt für Basil de Ferranti   |
|      | Michael Kilby             | 24. Juli 1984     | 24. Juli 1989      | Cons   | ED       |                                     |
|      | Alfred Lomas              | 24. Juli 1984     | 24. Juli 1989      | Labour | SOC      |                                     |
|      | John Marshall             | 24. Juli 1984     | 24. Juli 1989      | Cons   | ED       |                                     |
|      | David Martin              | 24. Juli 1984     | 24. Juli 1989      | Labour | SOC      |                                     |
|      | Michael McGowan           | 24. Juli 1984     | 24. Juli 1989      | Labour | SOC      |                                     |
|      | Hugh McMahon              | 24. Juli 1984     | 24. Juli 1989      | Labour | SOC      |                                     |
|      | Edward McMillan-Scott     | 24. Juli 1984     | 24. Juli 1989      | Cons   | ED       |                                     |
|      | Tom Megahy                | 24. Juli 1984     | 24. Juli 1989      | Labour | SOC      |                                     |
|      | James Moorhouse           | 24. Juli 1984     | 24. Juli 1989      | Cons   | ED       |                                     |
|      | David Morris              | 24. Juli 1984     | 24. Juli 1989      | Labour | SOC      |                                     |
|      | Stanley Newens            | 24. Juli 1984     | 24. Juli 1989      | Labour | SOC      |                                     |
|      | Edward Newman             | 24. Juli 1984     | 24. Juli 1989      | Labour | SOC      |                                     |
|      | Bill Newton Dunn          | 24. Juli 1984     | 24. Juli 1989      | Cons   | ED       |                                     |
|      | Tom Normanton             | 24. Juli 1984     | 24. Juli 1989      | Cons   | ED       |                                     |
|      | Charles Towneley Strachey | 24. Juli 1984     | 24. Juli 1989      | Cons   | ED       |                                     |
|      | Ian Paisley               | 24. Juli 1984     | 24. Juli 1989      | DUP    | NI       |                                     |
|      | Ben Patterson             | 24. Juli 1984     | 24. Juli 1989      | Cons   | ED       |                                     |
|      | Andrew Pearce             | 24. Juli 1984     | 24. Juli 1989      | Cons   | ED       |                                     |
|      | Terry Pitt                | 24. Juli 1984     | 3. Oktober 1986    | Labour | SOC      | Nachrücker: John Bird               |
|      | Henry Plumb               | 24. Juli 1984     | 24. Juli 1989      | Cons   | ED       |                                     |
|      | Derek Prag                | 24. Juli 1984     | 24. Juli 1989      | Cons   | ED       |                                     |
|      | Peter Price               | 24. Juli 1984     | 24. Juli 1989      | Cons   | ED       |                                     |
|      | Christopher Prout         | 24. Juli 1984     | 24. Juli 1989      | Cons   | ED       |                                     |
|      | James Provan              | 24. Juli 1984     | 24. Juli 1989      | Cons   | ED       |                                     |
|      | Joyce Quin                | 24. Juli 1984     | 24. Juli 1989      | Labour | SOC      |                                     |
|      | Shelagh Roberts           | 24. Juli 1984     | 24. Juli 1989      | Cons   | ED       |                                     |
|      | James Scott-Hopkins       | 24. Juli 1984     | 24. Juli 1989      | Cons   | ED       |                                     |
|      | Barry Seal                | 24. Juli 1984     | 24. Juli 1989      | Labour | SOC      |                                     |
|      | Madron Seligman           | 24. Juli 1984     | 24. Juli 1989      | Cons   | ED       |                                     |
|      | Alexander Sherlock        | 24. Juli 1984     | 24. Juli 1989      | Cons   | ED       |                                     |
|      | Richard Simmonds          | 24. Juli 1984     | 24. Juli 1989      | Cons   | ED       |                                     |
|      | Anthony Simpson           | 24. Juli 1984     | 24. Juli 1989      | Cons   | ED       |                                     |
|      | Llewellyn Smith           | 24. Juli 1984     | 24. Juli 1989      | Labour | SOC      |                                     |
|      | George Stevenson          | 24. Juli 1984     | 24. Juli 1989      | Labour | SOC      |                                     |
|      | Kenneth Stewart           | 24. Juli 1984     | 24. Juli 1989      | Labour | SOC      |                                     |
|      | Jack Stewart-Clark        | 24. Juli 1984     | 24. Juli 1989      | Cons   | ED       |                                     |
|      | John Taylor               | 24. Juli 1984     | 24. Juli 1989      | UUP    | EDER     | Fraktionswechsel am 20. Januar 1987 |
|      | John Tomlinson            | 24. Juli 1984     | 24. Juli 1989      | Labour | SOC      |                                     |
|      | Carole Tongue             | 24. Juli 1984     | 24. Juli 1989      | Labour | SOC      |                                     |
|      | Friedrich August Tuchmann | 24. Juli 1984     | 24. Juli 1989      | Cons   | ED       |                                     |
|      | Amédée Turner             | 24. Juli 1984     | 24. Juli 1989      | Cons   | ED       |                                     |
|      | Peter Vanneck             | 24. Juli 1984     | 24. Juli 1989      | Cons   | ED       |                                     |
|      | Michael Welsh             | 24. Juli 1984     | 24. Juli 1989      | Cons   | ED       |                                     |
|      | Norman West               | 24. Juli 1984     | 24. Juli 1989      | Labour | SOC      |                                     |